# Coelotes exilis
Coelotes exilis là một loài nhện trong họ Amaurobiidae.
Loài này thuộc chi Coelotes. Coelotes exilis được miêu tả năm 2009 bởi Nishikawa.